# Mistrzostwa Europy juniorów w szachach
Mistrzostwa Europy juniorów w szachach – rozgrywki szachowe, mające na celu wyłonienie najlepszych juniorów Europy w kategoriach wiekowej do 8, 10, 12, 14, 16, 18 i 20 lat.
Najstarszymi i najbardziej prestiżowymi rozgrywkami były mistrzostwa w kategorii do 20 lat, które rozgrywane były w latach 1963–2002. Od 1987 r. organizowane są zawody w kategorii do 16 lat, od 1991 r. – do lat 10, 12 i 14, od 1994 r. – do 18 lat, a od 2010 – do 8 lat. Turnieje rozgrywane są w wieloosobowych grupach systemem szwajcarskim. Współcześnie mistrzostwa organizowane są przez Europejską Unię Szachową we wszystkich grupach wiekowych w jednym terminie i miejscu.

## Mistrzostwa Europy juniorów w poszczególnych kategoriach wiekowych
- mistrzostwa Europy juniorów do lat 8 w szachach
- mistrzostwa Europy juniorów do lat 10 w szachach
- mistrzostwa Europy juniorów do lat 12 w szachach
- mistrzostwa Europy juniorów do lat 14 w szachach
- mistrzostwa Europy juniorów do lat 16 w szachach
- mistrzostwa Europy juniorów do lat 18 w szachach
- mistrzostwa Europy juniorów do lat 20 w szachach

## Osiągnięcia medalowe polskich zawodników
- aktualizacja: październik 2014 (po MEJ 8-18)

| Medale           | Zawodnicy (rok, grupa wiekowa) |
| ---------------- | --- |
| złote (25)       | Bożena Sikora (1977, do 20 lat) Agnieszka Brustman (1980, do 20 lat) Krystyna Dąbrowska (1988, do 16 lat) Krzysztof Gratka (1992, do 10 lat) Alina Tarachowicz (1992, do 12 lat) Robert Kempiński (1993, do 16 lat) Iweta Radziewicz (1993, do 12 lat) Robert Kempiński (1994, do 18 lat) Iweta Radziewicz (1994, do 14 lat) Robert Kempiński (1995, do 18 lat) Marta Zielińska (1995, do 18 lat) Monika Bobrowska (1996, do 18 lat) Iweta Radziewicz (2001, do 20 lat) Mateusz Bartel (2003, do 18 lat) Radosław Wojtaszek (2004, do 18 lat) Paweł Czarnota (2005, do 18 lat) Anna Gasik (2006, do 18 lat) Aleksandra Lach (2007, do 12 lat) Katarzyna Adamowicz (2009, do 16 lat) Kamil Dragun (2009, do 14 lat) Oliwia Kiołbasa (2010, do 10 lat) Alicja Śliwicka (2011, do 10 lat) Jan-Krzysztof Duda (2012, do 14 lat) Kacper Drozdowski (2012, do 16 lat) Laura Czernikowska (2013, do 8 lat) |
| srebrne (20)     | Małgorzata Wiese (1980, do 20 lat) Marcin Kamiński (1993, do 16 lat) Jan Piński (1995, do 16 lat) Marta Zielińska (1996, do 18 lat) Monika Bobrowska (1997, do 20 lat) Iweta Radziewicz (1997, do 16 lat) Joanna Worek (1997, do 12 lat) Krzysztof Jakubowski (1999, do 16 lat) Dorota Czarnota (2001, do 14 lat) Mateusz Bartel (2002, do 18 lat) Jolanta Zawadzka (2002, do 16 lat) Radosław Wojtaszek (2003, do 18 lat) Anna Iwanow (2007, do 12 lat) Hanna Leks (2007, do 18 lat) Dariusz Świercz (2007, do 14 lat) Aleksandra Lach (2008, do 14 lat) Klaudia Kulon (2010, do 18 lat) Marcel Kanarek (2011, do 18 lat) Jan-Krzysztof Duda (2011, do 14 lat) Mariola Woźniak (2013, do 16 lat) |
| brązowe (20)     | Jerzy Lewi (1967/68, do 20 lat) Adam Kuligowski (1973/74, do 20 lat) Małgorzata Wiese (1979, do 20 lat) Jacek Gdański (1986/87, do 20 lat) Monika Bobrowska (1992, do 14 lat) Edyta Andrzejewska (1993, do 12 lat) Alina Tarachowicz (1995, do 14 lat) Joanna Worek (1996, do 10 lat) Anna Kucypera (1998, do 18 lat) Paweł Blehm (2000, do 20 lat) Beata Kądziołka (2002, do 16 lat) Zbigniew Pakleza (2002, do 16 lat) Dorota Czarnota (2003, do 16 lat) Michał Olszewski (2004, do 16 lat) Dariusz Świercz (2004, do 10 lat) Aleksandra Lach (2005, do 10 lat) Ewa Harazińska (2008, do 10 lat) Maria Leks (2009, do 14 lat) Agnieszka Dmochowska (2009, do 10 lat) Mikołaj Tomczak (2014, do 16 lat) Krzysztof Narkiewicz-Chosse (2025, do lat 16) |
| Razem: 66 medali | |